# Diplodia tecta
Diplodia tecta är en svampart som beskrevs av Berk. & Broome 1838. Diplodia tecta ingår i släktet Diplodia och familjen Botryosphaeriaceae.  Utöver nominatformen finns också underarten cerasii.